# 烂柯神机
《烂柯神机》，象棋棋谱，为清代人国柱历经20年编纂而成。全书四册，共一百二十局残局。“烂柯”一名取自梁代任昉《述异记》记载中的“烂柯枰”。本书各局的着数长短不一，短的一两着即可形成杀局，长的则需要数十着。